# Teyssode
Teyssode è un comune francese di 371 abitanti situato nel dipartimento del Tarn nella regione dell'Occitania. Il nome Teyssode deriva dal termine galloromanzo taxo (tasso).

## Società

### Evoluzione demografica
Abitanti censiti